# Barsom
Pour l’article homonyme, voir Abgar Barsom.

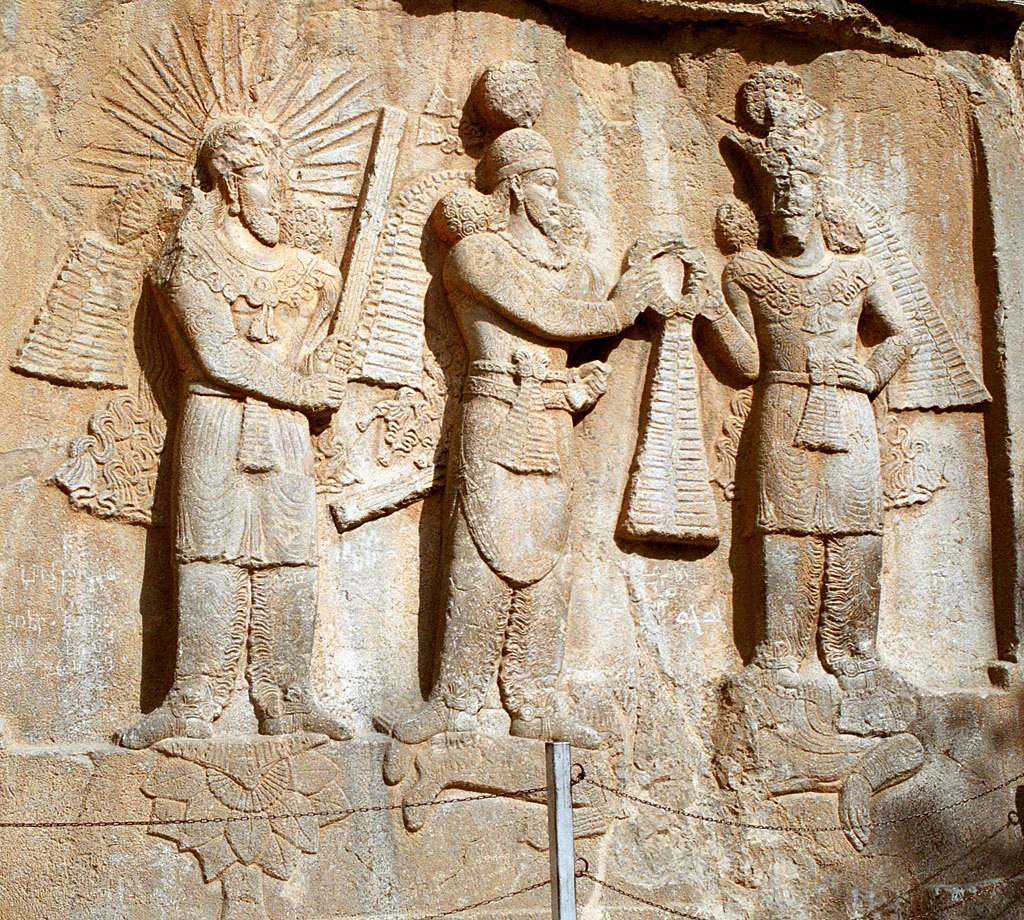
haut-relief représentant l'investiture d'Ardashir II par Mithra et Ahura Mazda.

Le barsom, ou baresman, est un ustensile du culte zoroastrien. Dans l'antiquité, il s'agissait d'un fagot de branches de grenadier ou de tamaris. Il a été remplacé par des baguettes de cuivre ou d'argent par les Parsis, qui ne trouvèrent pas les arbres traditionnels en Inde où ils fuyaient la conquête arabe. Le nombre de baguettes composant le barsom dépend du service religieux pour lequel il est utilisé : vingt-trois pour le Yasna, trente-cinq pour le Vendidad, cinq pour le Baj.
Le barsom symbolise le monde végétal ; on le fait reposer sur deux supports en forme de croissant de lune. Il sert à remercier Ahura Mazda pour la création du monde. Lors d'une cérémonie, on verse sur le barsom de l'eau bénite, représentant la pluie; on célèbre ainsi la fécondité du monde végétal.
Le barsom est fréquemment représenté dans les bas-reliefs achéménides et sassanides, comme sur celui de l'investiture d'Ardachîr II à Taq-e Bostan.